# Scherzo fantastique
Lo Scherzo fantastique è una composizione di Igor' Fëdorovič Stravinskij scritta tra il 1907 e il 1908.

## Storia
Lo Scherzo fantastique è una delle prime opere scritte da Stravinskij. Dopo la convenzionale Sinfonia in Mi bemolle maggiore e la suite Le faune et la bergère, il musicista, a Ustyluh, iniziò nel giugno 1907 a comporre lo Scherzo contemporaneamente al primo atto dell'opera Le rossignol. Stravinskij lavorò con l'incoraggiamento del suo maestro, Nikolaj Rimskij-Korsakov che seguiva, approvandoli, gli sviluppi delle composizioni. L'opera fu terminata nel marzo 1908; la prima esecuzione avvenne a San Pietroburgo nella Sala Grande del Conservatorio il 6 febbraio 1909 nell'ambito dei Concerti Siloti, unitamente a Feu d'artifice.
Questa data è di notevole importanza poiché segna l'inizio della conoscenza e successiva collaborazione del musicista con Sergej Djagilev. Il creatore dei Balletti russi, ascoltando le due composizioni, rimase favorevolmente colpito dalla musica del giovane Stravinskij e decise di iniziare a lavorare con lui. Nel 1917 all'Opéra di Parigi venne rappresentato un balletto, basato sulla musica dello Scherzo fantastique, col titolo Les abeilles realizzata dal coreografo Léo Staats. Questa versione non fu mai autorizzata da Stravinskij; l'evento, anzi, gli causò delle seccature da parte di Maurice Maeterlinck autore di un poemetto intitolato La vie des abeilles. Il musicista fu accusato di inganno e frode poiché nel programma del balletto si faceva riferimento al nome di Maeterlinck e alla sua opera. La faccenda fu poi risolta e Stravinskij, anni dopo, tenne a precisare che egli scrisse lo Scherzo come pezzo di "pura" musica sinfonica e che non aveva mai avuto intenzione di evocare le api, "come avrebbe osato, d'altronde, un allievo di chi aveva composto Il volo del calabrone? "

## Analisi
Lo Scherzo Fantastique è considerato come la prima composizione importante di Stravinskij, sia per la padronanza nell'orchestrazione sia per l'uso dei timbri strumentali. L'opera, pur risentendo ancora molto dell'influenza di autori quali Pëtr Il'ič Čajkovskij e Claude Debussy, rivela già nell'impasto timbrico degli strumenti e in certe sonorità spiccate la personalità particolare del musicista, senza tuttavia avere ancora la sua forza e incisività. Lo Scherzo presenta come indicazione Con moto e si sviluppa con una parte centrale calma e ripetitiva inquadrata tra due parti più leggere e vivaci, caratterizzate da una notevole eleganza timbrica.

## Organico
Ottavino, tre flauti, due oboi, corno inglese, tre clarinetti, clarinetto basso, due fagotti, controfagotto, quattro corni, due trombe, tromba contralto, celesta, piatti, tre arpe, archi.